# زبان‌های نیلی
زبان‌های نیلی گروهی از زبان‌های مرتبط هستند که در منطقه وسیعی میان سودان جنوبی و تانزانیا توسط مردمان نیلی‌تبار، که به‌طور سنتی دامدار هستند، گویش می‌شوند.

## ریشه‌شناسی
کلمه نیلی به معنای رودخانه نیل یا مربوط به منطقه نیل در آفریقا است.

## مردم‌شناسی
مردمان نیلی‌تبار که سخنگویان بومی این زبان‌ها هستند، در اصل از منطقه جزیره در سودان مهاجرت کرده‌اند. سخنگویان زبان‌های نیلی در مناطقی از جمهوری دموکراتیک کنگو، اتیوپی، کنیا، سودان، سودان جنوبی، تانزانیا و اوگاندا زندگی می‌کنند.

## زیرگروه‌ها
به گفته ژوزف گرینبرگ، زبان‌شناس، این خانواده زبانی به سه زیر گروه تقسیم می‌شود:
- زبان‌های نیلی شرقی مانند تورکانا و ماسای
- زبان‌های نیلی جنوبی مانند کالنجین و داتوگا
- زبان‌های نیلی غربی مانند لو، نوئردینکا